# Carios australiensis
Carios australiensis är en fästingart som beskrevs av Glen M. Kohls och Harry Hoogstraal 1962. Carios australiensis ingår i släktet Carios och familjen mjuka fästingar. Inga underarter finns listade.